# Jean-Joseph Mouret

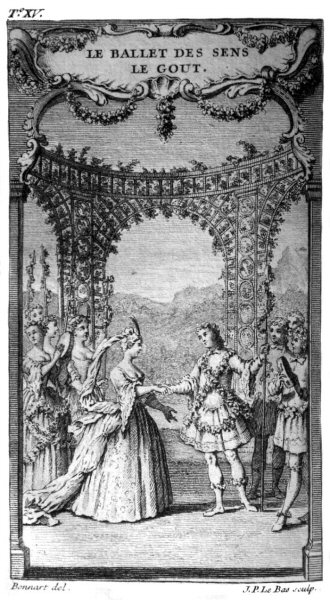
Erigone and Bacchus acte 5è. de Jean-Joseph Mouret Le triomphe des sens

Jean-Joseph Mouret (Avinyó (Valclusa), 1682 - Charenton-du-Cher departament de Cher, 1738) fou un compositor francès.
Després de fer estudis superficials de música, el 1807 es traslladà a París, on no tardà a ser nomenat director de la capella de la duquessa del Maine, per les festes de les quals va compondre un gran nombre d'obres, que es recomanen per la seva facilitat melòdica, però que resten desproveïdes de cap qualitat tècnica.
La mort del duc del Maine li feu perdre la seva situació, i altres ensurts que va experimentar més tard acabaren per produir-li la follia, morint en el manicomi de Charenton.
A més de les obres citades anteriorment que passen de les seixanta va fer representar en el teatre de l'Òpera: 
- Les fétes de Thalie (1714);
- Ariane et Thésée (1717);
- Pirithöus (1723);
- Les amours des dieux (1727);
- Les sens (1732);
- Les Grâces (1735).

També va compondre un gran nombre de cantates i motets.